# الکس باومن
الکس باومن (به انگلیسی: Alex Baumann) (زادهٔ ۲۱ آوریل ۱۹۶۴) شناگر اهل کانادا است.